# Identiteit van Brahmagupta-Fibonacci
In de algebra zegt de identiteit van Brahmagupta-Fibonacci, of alleen de identiteit van Fibonacci, die wij in feite te danken hebben aan Diophantus van Alexandrië, dat het product van twee sommen van elk twee kwadraten zelf ook een som van twee kwadraten is. Met andere woorden de verzameling van alle sommen van twee kwadraten is gesloten onder vermenigvuldiging. Meer specifiek:
{\displaystyle {\begin{aligned}\left(a^{2}+b^{2}\right)\left(c^{2}+d^{2}\right)&=\left(ac-bd\right)^{2}+\left(ad+bc\right)^{2}&(1)\\&=\left(ac+bd\right)^{2}+\left(ad-bc\right)^{2}.&(2)\end{aligned}}}
Bijvoorbeeld is
{\displaystyle (1^{2}+4^{2})(2^{2}+7^{2})=26^{2}+15^{2}=30^{2}+1^{2}.\,}
De identiteit is een speciaal geval, met n = 2, van de identiteit van Lagrange. Hij wordt voor het eerst gevonden in het werk van Diophantus. Brahmagupta bewees en gebruikte een meer algemene identiteit, die equivalent is met
{\displaystyle {\begin{aligned}\left(a^{2}+nb^{2}\right)\left(c^{2}+nd^{2}\right)&{}=\left(ac-nbd\right)^{2}+n\left(ad+bc\right)^{2}&&&(3)\\&{}=\left(ac+nbd\right)^{2}+n\left(ad-bc\right)^{2},&&&(4)\end{aligned}}}
waaruit blijkt dat de verzameling van alle getallen van de vorm {\displaystyle x^{2}+ny^{2}} gesloten is onder de vermenigvuldiging.
Zowel (1) als (2) kunnen worden geverifieerd door expansie aan weerszijden van de vergelijking. Verder kan (2) uit (1) worden  verkregen, of (1) uit (2), dit door b in -b te veranderen. 
Deze identiteit geldt voor zowel de gehele getallen als de rationale getallen en geldt meer in het algemeen voor iedere commutatieve ring.
Voor het geval van de gehele getallen vindt deze identiteit toepassingen in de getaltheorie, bijvoorbeeld wanneer zij in combinatie met de stelling van Fermat over de som van twee kwadraten wordt gebruikt.

## Geschiedenis
De identiteit werd voor het eerst gevonden in Diophantus' Arithmetica (III, 19), die naar verluidt in de derde eeuw na Christus leefde. Het werd herontdekt door Brahmagupta (598-668), een Indiase wiskundige en astronoom, die een algemener vorm vond en deze gebruikte in zijn studie van de diofantische vergelijking, die nu de vergelijking van Pell wordt genoemd. Zijn Brahmasphuta-siddhanta werd in de 8e eeuw uit het Sanskriet in het Arabisch vertaald door Mohammed al-Fazari. In 1126 volgde een vertaling naar het Latijn. Honderd jaar later (in 1225) duikt de identiteit op in Fibonacci's Liber Quadratorum.

## Gerelateerde identiteiten
Analoge identiteiten zijn de vier-kwadratenidentiteit van Euler die gerelateerd is aan de quaternionen en de acht-kwadratenidentiteit van Degen die is afgeleid van de Cayley-getallen, die verbindingen heeft met de Bott-periodiciteit. Er bestaat ook een zestien-kwadratenidentiteit van Pfister, alhoewel die niet langer bilineair is.

## Relatie met de complexe getallen
Als a, b, c, en d reële getallen zijn, is deze identiteit equivalent aan de multiplicatieve eigenschap voor absolute waarden voor complexe getallen namelijk dat: 
{\displaystyle |a+bi||c+di|=|(a+bi)(c+di)|}
aangezien
{\displaystyle |a+bi||c+di|=|(ac-bd)+i(ad+bc)|,\,}
door beide zijde te kwadrateren krijgen wij
{\displaystyle |a+bi|^{2}|c+di|^{2}=|(ac-bd)+i(ad+bc)|^{2},}
en door de definitie van absolute waarde,
{\displaystyle (a^{2}+b^{2})(c^{2}+d^{2})=(ac-bd)^{2}+(ad+bc)^{2}.}

## Interpretatie door middel van normen
In het geval dat de variabelen a, b, c en d rationale getallen zijn, kan de identiteit worden geïnterpreteerd als de bewering dat de norm in het veld Q(i) multiplicatief is. Dat wil zeggen dat wij hebben
{\displaystyle N(a+bi)=a^{2}+b^{2}{\text{ and }}N(c+di)=c^{2}+d^{2},}
en ook
{\displaystyle N((a+bi)(c+di))=N((ac-bd)+i(ad+bc))=(ac-bd)^{2}+(ad+bc)^{2}.}
Daarvoor zegt de identiteit dat
{\displaystyle N((a+bi)(c+di))=N(a+bi)\cdot N(c+di).}

## Toepassing op de vergelijking van Pell
In haar oorspronkelijke context paste Brahmagupta zijn ontdekking toe bij de oplossing van de vergelijking van Pell, namelijk x2 - Ny2 = 1. Gebruik maken van de identiteit in haar algemene vorm
{\displaystyle (x_{1}^{2}-Ny_{1}^{2})(x_{2}^{2}-Ny_{2}^{2})=(x_{1}x_{2}+Ny_{1}y_{2})^{2}-N(x_{1}y_{2}+x_{2}y_{1})^{2},}
was hij in staat om tripletten (x1, y1, k1) en (x2, y2, k2) "samen te stellen", die oplossingen waren van  x2 − Ny2 = k, om zo het nieuwe triplet te genereren
{\displaystyle (x_{1}x_{2}+Ny_{1}y_{2},x_{1}y_{2}+x_{2}y_{1},k_{1}k_{2})}
Niet alleen gaf dit een manier om oneindig veel oplossingen te genereren voor x2 − Ny2 = 1, startend met één oplossing, maar dat door een dergelijk compositie te delen door k1k2, ook vaak geheeltallige of "bijna geheeltallige" oplossingen konden  worden verkregen. De algemene methode voor het oplossen van de vergelijking van Pell werd in 1150 gegeven door Bhaskara II, namelijk de chakravala (cyclische) methode, was ook op deze identiteit gebaseerd.